# 26 de maio
26 de maio é o 146.º dia do ano no calendário gregoriano (147.º em anos bissextos). Faltam 219 dias para acabar o ano.

## Eventos históricos

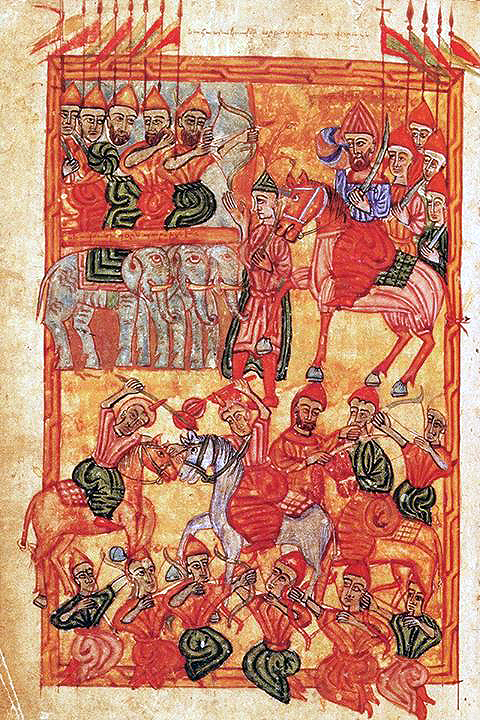
451: Batalha de Avarair

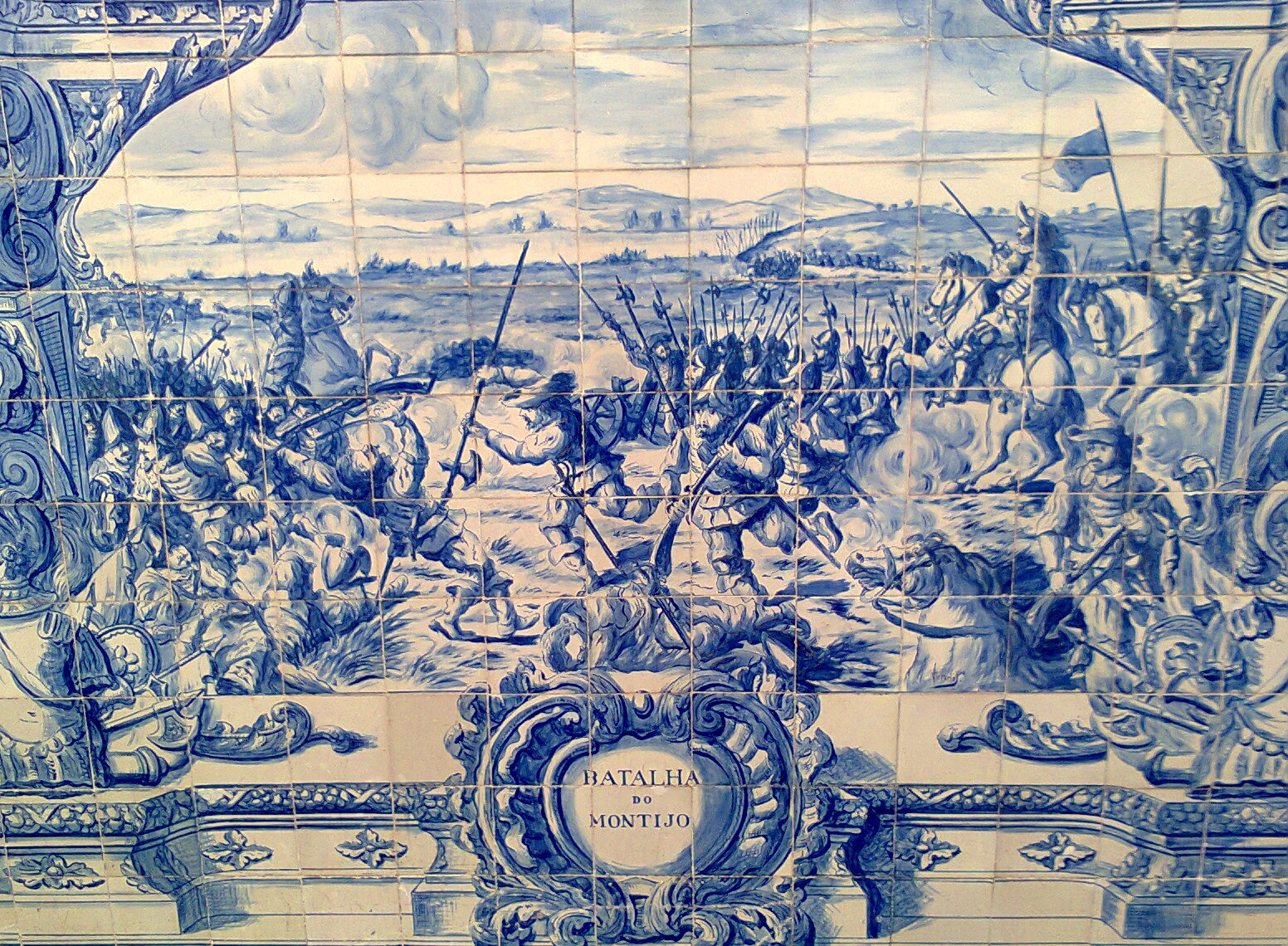
1644: Batalha de Montijo

- 47 a.C. — Júlio César visita Tarso a caminho do Ponto, onde encontra apoio entusiástico, mas onde, segundo Cícero, Cássio está planejando matá-lo neste momento.
- 0017 — Germânico retorna a Roma como um herói conquistador; ele celebra um triunfo por suas vitórias sobre os queruscos, catos e outras tribos germânicas a oeste do rio Elba.
- 0451 — Ocorre a Batalha de Avarair entre os rebeldes armênios e o Império Sassânida. Os sassânidas derrotam os armênios militarmente, mas garantem-lhes liberdade para praticar abertamente o cristianismo.
- 0946 — O rei Edmundo I da Inglaterra é assassinado.
- 0961 — O rei Otão I elege seu filho de seis anos, Otão II, como herdeiro e co-regente do Reino da Frância Oriental. É coroado em Aachen e colocado sob a tutela de sua avó Matilde.
- 1135 – Afonso VII de Leão e Castela é coroado na Catedral de Leão como Imperator totius Hispaniae (Imperador de toda a Hispania).[1]
- 1293 — Um terremoto atinge Kamakura, Kanagawa, Japão, matando cerca de 23 000.[2]
- 1328 — Guilherme de Ockham, o ministro-geral franciscano Miguel de Cesena e dois outros líderes franciscanos deixam secretamente Avignon, temendo uma sentença de morte do Papa João XXII.
- 1538 — Genebra expulsa João Calvino e seus seguidores da cidade. Calvino vive exilado em Estrasburgo pelos próximos três anos.
- 1644 — Guerra da Restauração: forças portuguesas e espanholas reivindicam a vitória na Batalha de Montijo.
- 1805 — O Imperador Napoleão I assume o título de Rei da Itália e é coroado com a Coroa de Ferro da Lombardia na Catedral de Milão.
- 1824 — Guerra da Independência do Brasil: Os Estados Unidos da América são o primeiro país da América a reconhecer a Independência do Brasil (mais de um ano antes de Portugal ou qualquer outro país europeu).
- 1834 — Fim das Guerras Liberais em Portugal, através da Concessão de Évora Monte, Maria II é recolocada no trono e Miguel I de Portugal parte exilado.
- 1868 — O impeachment de Andrew Johnson, presidente dos Estados Unidos de então, termina com sua absolvição por um voto.
- 1879 — Rússia e Reino Unido assinam o Tratado de Gandamak criando um Estado afegão.
- 1896
  - Nicolau II é coroado como o último imperador da Rússia Imperial.
  - Charles Dow publica a primeira edição do Dow Jones Industrial Average.
- 1900 — Guerra dos Mil Dias: o Partido Conservador Colombiano vira a maré da guerra a seu favor com a vitória contra o Partido Liberal Colombiano na Batalha de Palonegro.
- 1918 — Criação da República Democrática da Geórgia.
- 1923 — Foram realizadas as primeiras 24 Horas de Le Mans e desde então são realizadas anualmente em junho.
- 1927 — O último Ford Modelo T sai da linha de montagem após uma produção de 15 007 003 veículos.[3]
- 1938 — Nos Estados Unidos, o Comitê de Atividades Antiamericanas da Câmara inicia sua primeira sessão.
- 1940 — Segunda Guerra Mundial: Operação Dínamo: no norte da França, as forças aliadas começam uma evacuação em massa de Dunquerque.
- 1942 — Segunda Guerra Mundial: acontece a Batalha de Gazala.
- 1966 — Guiana Britânica ganha independência, tornando-se Guiana.
- 1967 — The Beatles lançam o seu álbum Sgt. Pepper's Lonely Hearts Club Band.
- 1968 — H-dagurinn na Islândia: o tráfego muda de direção da esquerda para a direita.
- 1969 — Programa Apollo: Apollo 10 retorna à Terra após um teste bem-sucedido de oito dias de todos os componentes necessários para o primeiro pouso tripulado na Lua.
- 1970 — Tupolev Tu-144 soviético torna-se o primeiro transporte comercial a exceder o Mach .2
- 1971 — Guerra de Libertação de Bangladesh: o Exército do Paquistão mata pelo menos 71 hindus em Burunga, Sylhet, Bangladesh.[4]
- 1972 — Estados Unidos e União Soviética assinam o Tratado sobre Mísseis Antibalísticos.
- 1981 – O primeiro-ministro italiano Arnaldo Forlani e seu gabinete de coalizão renunciam após um escândalo sobre a adesão à loja pseudo-maçônica P2 (Propaganda Due).
- 1983 — O terremoto de 7,8 Mw no Mar do Japão sacode o norte de Honshu com uma intensidade máxima de Mercalli de VIII. Gera um tsunami destrutivo que deixa cerca de 100 mortos.[5]
- 1986 — Comunidade Econômica Europeia adota a bandeira europeia.
- 1991
  - Zviad Gamsakhurdia torna-se o primeiro presidente eleito da República da Geórgia na era pós-soviética.
  - O voo Lauda Air 004 se desfaz no ar e cai no Parque Nacional Phu Toei, na província de Suphan Buri, na Tailândia, matando todas as 223 pessoas a bordo.[6]
- 2002
  - A sonda Mars Odyssey encontra sinais de grande depósito de água no planeta Marte.
  - O rebocador Robert Y. Love colide com um pilar de apoio da rodovia interestadual 40 sobre o rio Arkansas perto de Webbers Falls, Estados Unidos, resultando em 14 mortes e 11 outras feridas.
- 2003 — Voo 4230 da UM Airlines cai Turquia, matando 75 pessoas.
- 2004 — O veterano do Exército dos Estados Unidos, Terry Nichols, é considerado culpado de 161 acusações de homicídio por ajudar na execução do atentado de Oklahoma City.
- 2008 — Começam as graves inundações no leste e no sul da China, que acabarão por causar 148 mortes e forçar a evacuação de 1,3 milhão.

## Nascimentos

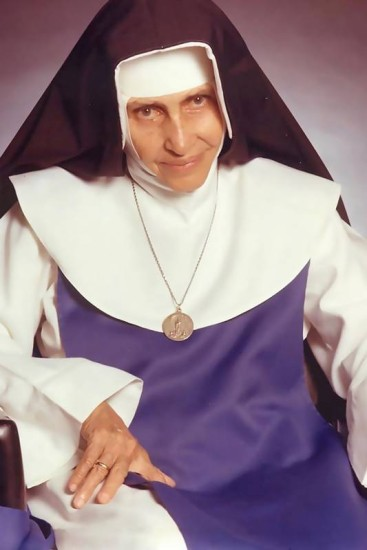
Irmã Dulce

### Anterior ao século XIX
- 1264 — Príncipe Koreyasu, xogum de Kamakura (m. 1326).
- 1478 — Papa Clemente VII (m. 1534).
- 1566 — Maomé III, sultão otomano (m. 1603).
- 1587 — Susan de Vere, Condessa de Montgomery (m. 1628/29).
- 1602 — Philippe de Champaigne, pintor francês (m. 1674).
- 1623 — William Petty, economista e filósofo inglês (m. 1687).

- 1650 — John Churchill, 1.º Duque de Marlborough (m. 1722).
- 1667 — Abraham de Moivre, matemático francês (m. 1754).
- 1669 — Sébastien Vaillant, botânico francês (m. 1722).
- 1796 — Alois II do Liechtenstein (m. 1858).

### Século XIX
- 1814 — Heinrich Geissler, físico e inventor alemão (m. 1879).
- 1822 — Edmond de Goncourt, escritor francês (m. 1896).
- 1843 — Artur Jaceguai, militar e nobre brasileiro (m. 1914).
- 1853 — John Wesley Hardin, criminoso estadunidense (m. 1895).
- 1863 — Bob Fitzsimmons, pugilista britânico (m. 1917).
- 1865
  - Heinrich Biltz, químico alemão (m. 1943).
  - Robert W. Chambers, escritor e ilustrador estadunidense (m. 1933).
- 1867 — Maria de Teck, rainha consorte britânica (m. 1953).
- 1872 — António Maria da Silva, político português (m. 1950).
- 1882 — Roderick McMahon, promotor profissional de wrestling e boxe estadunidense (m. 1954).
- 1883 — Mamie Smith, cantora, dançarina, pianista e atriz estadunidense (m. 1946).
- 1885 — Maurice Dekobra, escritor, produtor e diretor francês (m. 1973).
- 1886 — Al Jolson, cantor estadunidense (m. 1950).
- 1891 — Paul Lukas, ator húngaro (m. 1971).
- 1893 — Vivian Rich, atriz estadunidense (m. 1957).
- 1895 — Dorothea Lange, fotógrafa estadunidense (m. 1965).
- 1900 — Lesley Selander, cineasta estadunidense (m. 1979).

### Século XX
- 1904 — Vlado Perlemuter, pianista francês (m. 2002).
- 1907 — John Wayne, ator estadunidense (m. 1979).
- 1909
  - Matt Busby, futebolista e treinador de futebol britânico (m. 1994).
  - Adolfo López Mateos, político mexicano (m. 1969).
- 1910 — Imi Lichtenfeld, pugilista húngaro (m. 1998).
- 1912
  - János Kádár, político húngaro (m. 1989).
  - Carvalho Leite, futebolista brasileiro (m. 2004).
- 1913 — Peter Cushing, ator britânico (m. 1994).
- 1914
  - Frankie Manning, dançarino, instrutor e coreógrafo estadunidense (m. 2009).
  - Irmã Dulce, religiosa brasileira (m. 1992).
- 1916 — Moondog, compositor, músico, cosmologista e poeta estadunidense (m. 1999).
- 1917
  - Augusto Carvalho, bispo brasileiro (m. 1997).
  - Éva Szörényi, atriz húngara (m. 2009).
- 1920
  - Peggy Lee, cantora de jazz estadunidense (m. 2002).
  - Ruben A., jornalista e escritor português (m. 1975).
- 1923
  - Roy Dotrice, ator britânico (m. 2017).
  - James Arness, ator estadunidense (m. 2011).
- 1924 — Mike Bongiorno, apresentador e radialista italiano (m. 2009).
- 1926
  - Miles Davis, compositor e trompetista estadunidense (m. 1991).
  - Maria de Lourdes Martins, compositora e pianista portuguesa (m. 2009).
- 1928 — Jack Kevorkian, médico estadunidense (m. 2011).
- 1929 — Agenor Gomes, treinador de futebol brasileiro (m. 2004).
- 1930
  - Sivuca, músico brasileiro (m. 2006).
  - Tony Tornado, ator e cantor brasileiro.
- 1932 — Luiz Carlos Santos, político brasileiro (m. 2013).
- 1938
  - William Bolcom, pianista e compositor estadunidense.
  - Phedra de Córdoba, atriz cubana (m. 2016).
  - Peter Westbury, automobilista britânico (m. 2015).
- 1940 — Levon Helm, ator estadunidense (m. 2012).
- 1945 — Evaldo Braga, cantor brasileiro (m. 1973).
- 1946 — Mick Ronson, músico britânico (m. 1993).
- 1948 — Stevie Nicks, cantora estadunidense.
- 1949
  - Ward Cunningham, programador de computadores estadunidense.
  - Pam Grier, atriz estadunidense.
  - Philip Michael Thomas, ator estadunidense.
  - Hank Williams, Jr., cantor estadunidense.
- 1950 — Alberto Taveira Corrêa, bispo brasileiro.
- 1951
  - Sally Ride, astronauta estadunidense (m. 2012).
  - Ramón Calderón, dirigente esportivo espanhol.
- 1953 — Kay Hagan, política estadunidense (m. 2019).
- 1954
  - Marian Gold, músico alemão.
  - Alan Hollinghurst, escritor britânico.
- 1955
  - Ricardo Feghali, músico brasileiro.
  - Paul Stoddart, empresário australiano.
- 1957 — Edmilson Rodrigues, político brasileiro.
- 1958 — Margaret Colin, atriz estadunidense.
- 1959 — Róger Flores, ex-futebolista costarriquenho.
- 1960
  - Doug Hutchison, ator americano.
  - Romas Ubartas, atleta lituano.
  - Dean Lukin, ex-halterofilista australiano.
  - Karim Saddam, ex-futebolista iraquiano.
- 1961 — Tarsem Singh, cineasta estadunidense.
- 1962 — Pasquale De Luca, ex-futebolista canadense.
- 1963
  - Simon Armitage, poeta, dramaturgo e romancista britânico.
  - Musetta Vander, atriz sul-africana.
- 1964 — Lenny Kravitz, músico estadunidense.
- 1965 — Maria Clara Gueiros, atriz brasileira.
- 1966 — Helena Bonham Carter, atriz britânica.
- 1967 — Kevin Moore, músico estadunidense.
- 1968
  - Frederico, rei da Dinamarca.
  - Miguel Duhamel, motociclista canadense.
- 1969 — Musetta Vander, atriz sul-africana.
- 1970 — Nobuhiro Watsuki, mangaka japonês.
- 1971 — Matt Stone, ator estadunidense.
- 1972
  - Alex Dias, ex-futebolista brasileiro.
  - Sergio Vallín, músico e compositor mexicano.
- 1973 — João Manuel Pinto, treinador e ex-futebolista português.
- 1974 — Lars Frölander, nadador sueco.
- 1975
  - Lauryn Hill, cantora estadunidense
  - Nicki Aycox, atriz estadunidense.
- 1976 — Kenny Florian, lutador estadunidense.
- 1977 — Luca Toni, ex-futebolista italiano.
- 1978
  - Fabio Firmani, ex-futebolista italiano.
  - Ana Paula Oliveira, ex-assistente de arbitragem brasileira.
  - Rafael Olarra, futebolista chileno.
- 1979
  - Clarah Averbuck, blogueira e escritora brasileira.
  - Elisabeth Harnois, atriz estadunidense.
  - Mehmet Okur, jogador turco de basquete.
  - Ashley Massaro, modelo e wrestler estadunidense (m. 2019).
  - Janny Sikazwe, árbitro de futebol zambiano.
- 1980
  - Mariana Xavier, atriz e apresentadora brasileira.
  - Mércio, futebolista brasileiro.
- 1981
  - Graziella Schmitt, atriz brasileira.
  - Anthony Ervin, nadador estadunidense.
  - Răzvan Raţ, futebolista romeno.
- 1982
  - Vahid Talebloo, futebolista iraniano.
- 1983 — Demy de Zeeuw, futebolista neerlandês.
- 1984
  - Mikel Nieve, ciclista navarro.
  - Fabiana Semprebom, modelo brasileira.
- 1985 — Juan Manuel Lucero, futebolista argentino-chileno.
- 1986 — Ashley Bell, atriz estadunidense.
- 1987
  - Diogo Luís, futebolista brasileiro.
  - Steve Maclin, wrestler norte-americano.
- 1988
  - Orlando Sá, futebolista português.
  - Juan Guillermo Cuadrado, futebolista colombiano.
  - Luís Neto, futebolista português.
- 1989
  - Amit Farkash, atriz israelense.
  - Tomáš Pekhart, futebolista tcheco.
- 1990 — Yuri Lodigin, futebolista russo.
- 1991
  - Hungria Hip Hop, cantor, compositor e produtor musical brasileiro.
  - Julianna Mauriello, atriz estadunidense.
  - Marie-Sophie Hindermann, ginasta alemã.
  - Alejandra García, atriz mexicana.
  - Chris Mavinga, futebolista francês.
  - Ah Young, cantora sul-coreana
- 1994 — Franco Cervi, futebolista argentino.
- 1996
  - Zećira Mušović, futebolista sueca.
  - Lukas Klünter, futebolista alemão.
- 1997 — Marta Lach, desportista polaca.
- 1998 — Busenaz Sürmeneli, boxeadora turca.
- 1999 — Kerry Ingram, atriz britânica.
- 2000 — Hwang Ye-ji, cantora sul-coreana.

### Século XXI
- 2001
  - Megan Charpentier, atriz canadense.
  - Adrián Bernabé, futebolista espanhol.
- 2003 — Dominick Barlow, jogador de basquete norte-americano.
- 2007 — Marc Bernal, futebolista espanhol.

## Mortes

### Anterior ao século XIX
- 0604 — Agostinho de Cantuária, monge, santo e arcebispo da Cantuária. (n. 534).
- 0735 — Beda, monge e historiador inglês (n. 673).
- 0946 — Edmundo I de Inglaterra (n. 921).
- 1035 — Berengário Raimundo, conde de Barcelona (n. 1005).
- 1055 — Adalberto I da Áustria, marquês da Áustria
- 1339 — Aldona da Lituânia, rainha da Polônia (n. 1309/10).
- 1421 — Maomé I, o Cavalheiro, sultão otomano (n. 1389).
- 1512 — Bajazeto II, sultão otomano (n. 1447).
- 1690 — António Álvares da Cunha, Senhor de Tábua, político português (n. 1626).
- 1703 — Samuel Pepys, escritor inglês (n. 1633).

### Século XIX
- 1818 — Mikhail Bogdanovich Barclay de Tolly, marechal russo (n. 1761).
- 1840 — Sidney Smith, almirante britânico (n. 1764).
- 1883 — Abd el-Kader, líder religioso e militar argelino (n. 1808).

### Século XX
- 1904 — George Gilles de la Tourette, neurologista francês (n. 1857)
- 1908 — Mirza Ghulam Ahmad, líder religioso indiano (n. 1835).
- 1912 — Amália da Baviera (n. 1865).
- 1939 — Charles Horace Mayo, médico estadunidense (n. 1865).
- 1943 — Edsel Ford, empresário estadunidense (n. 1893).
- 1945 — Christian Wirth, oficial alemão (n. 1885).
- 1951 — Lincoln Ellsworth, explorador polar e aviador estadunidense (n. 1880).
- 1955 — Alberto Ascari, automobilista italiano (n. 1918).
- 1971 — Óscar Moreno, médico português (n. 1878).
- 1974 — Silvio Moser, automobilista suíço (n. 1941).
- 1976 — Martin Heidegger, filósofo alemão (n. 1889).
- 1986 — Flávio Cavalcanti, jornalista, compositor e apresentador de televisão brasileiro (n. 1923).
- 1989 — Don Revie, futebolista e treinador de futebol britânico (n. 1927).
- 1995 — Friz Freleng, diretor de animação e cartunista estadunidense (n. 1906).
- 1999
  - Erik von Kuehnelt-Leddihn, político austríaco (n. 1909).
  - Waldo Semon, químico e engenheiro estadunidense (n. 1898).
- 2000 — Henrique Müller, bispo brasileiro (n. 1922).

### Século XXI
- 2001
  - Vittorio Brambilla, automobilista italiano (n. 1937).
  - Murilo Néri, ator e apresentador de TV brasileiro (n. 1923).
- 2002 — Mamo Wolde, atleta etíope (n. 1932).
- 2003
  - Carlos Eduardo Dolabella, ator brasileiro (n. 1937).
  - Melitta Brunner, patinadora artística austríaca (n. 1907).
- 2004
  - Nikolai Stepanovich Chernykh, astrônomo russo (n. 1931).
  - Renato Master, dublador brasileiro (n. 1939).
- 2005
  - Eddie Albert, ator norte-americano (n. 1906).
  - Krzysztof Nowak, futebolista polonês (n. 1975).
- 2006 — Édouard Michelin, engenheiro francês (n. 1963).
- 2008 — Sydney Pollack, cineasta, produtor e ator estadunidense (n. 1934).
- 2009 — Arcangelo Ianelli, pintor, escultor e desenhista brasileiro (n. 1922).
- 2013 — Roberto Civita, empresário brasileiro (n. 1936).
- 2014 — Manuel Uribe, recordista mexicano (n. 1965).
- 2016 — Loris Francesco Capovilla, cardeal-presbítero italiano (n. 1915).
- 2020
  - Sergio Gaudenzi, político brasileiro (n. 1941).
  - Oleh Hornykiewicz, bioquímico austríaco (n. 1926).

## Feriados e eventos cíclicos

### Brasil
- Aniversário do município de Maricá, Rio de Janeiro
- Aniversário do município de Brejo da Madre de Deus, Pernambuco
- Aniversário do município de Barreiras, Bahia
- Aniversário do município de Urussanga, Santa Catarina
- Dia Nacional de Combate ao Glaucoma
- Dia de Nossa Senhora de Caravaggio
- Dia do Revendedor Lotérico

### Portugal
- Dia Nacional do Bombeiro

### Cristianismo
- Filipe Néri
- Giannetta de 'Vacchi
- Mariana de Jesús de Paredes
- Nossa Senhora de Caravaggio
- Papa Eleutério
- Quadrado de Atenas

## Outros calendários
- No calendário romano era o 7.º dia (VII) antes das calendas de junho.
- No calendário litúrgico tem a letra dominical F para o dia da semana.
- No calendário gregoriano a epacta do dia é iii.